# Teeline (стенографія)
Teeline — система стенографії, розроблена в 1968 році Джеймсом Гіллом, викладачем стенографії Пітмена. Була прийнята Національною радою з підготовки журналістів, яка сертифікує підготовку журналістів у Великій Британії.
Використовується переважно для запису англійської мови в країнах Співдружності націй, але може бути адаптована для використання іншими германськими мовами, такими як німецька та шведська. Перевага над іншими формами стенографії полягає в тому, що цієї системи можна швидко навчитися, а можлива швидкість запису сягає 150 слів на хвилину, оскільки користувачі не обмежені у методах групування знаків, що підвищує швидкість запису.

## Стиль написання
Принцип стенографії Teeline — швидка транслітерація вимовленого слова шляхом видалення непотрібних літер зі слів і прискорення написання самих літер. Голосні часто видаляються, якщо вони не є першою чи останньою літерою слова, а літери, які пишуться, але не вимовляються, також ігноруються. Загальні префікси, суфікси та групування букв (наприклад, «sh» і «ing») скорочуються до окремих символів. Самі символи походять від старих курсивних форм літер, з видалених непотрібних частин. На відміну від стенографій, заснованих на фонетичних принципах (наприклад, стенографія Пітмана), Teeline — орфографічна система запису.

## Алфавіт

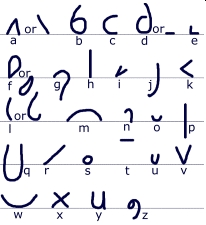
Алфавіт Teeline

Teeline відрізняється від багатьох скорочених систем тим, що базується на алфавіті, а не на фонетиці, що полегшує вивчення, але також має обмеження швидкості алфавіту порівняно з іншими системами. Однак зазвичай можна знайти деякі фонетичні варіанти написання. Наприклад, ph часто просто пишеться як f, тому слово фаза буде написано як fase. Це збігається з наміром творця максимально оптимізувати його. Як і у випадку з багатьма системами скорочення, існує кілька строгих правил щодо того, як це писати, тому користувачі зазвичай роблять особисті адаптації для власного використання. Певні літери також можуть передавати слова або скорочення (наприклад, А — auto, able, ability, after, Blood Group A і т. ін.).

## Техніка письма

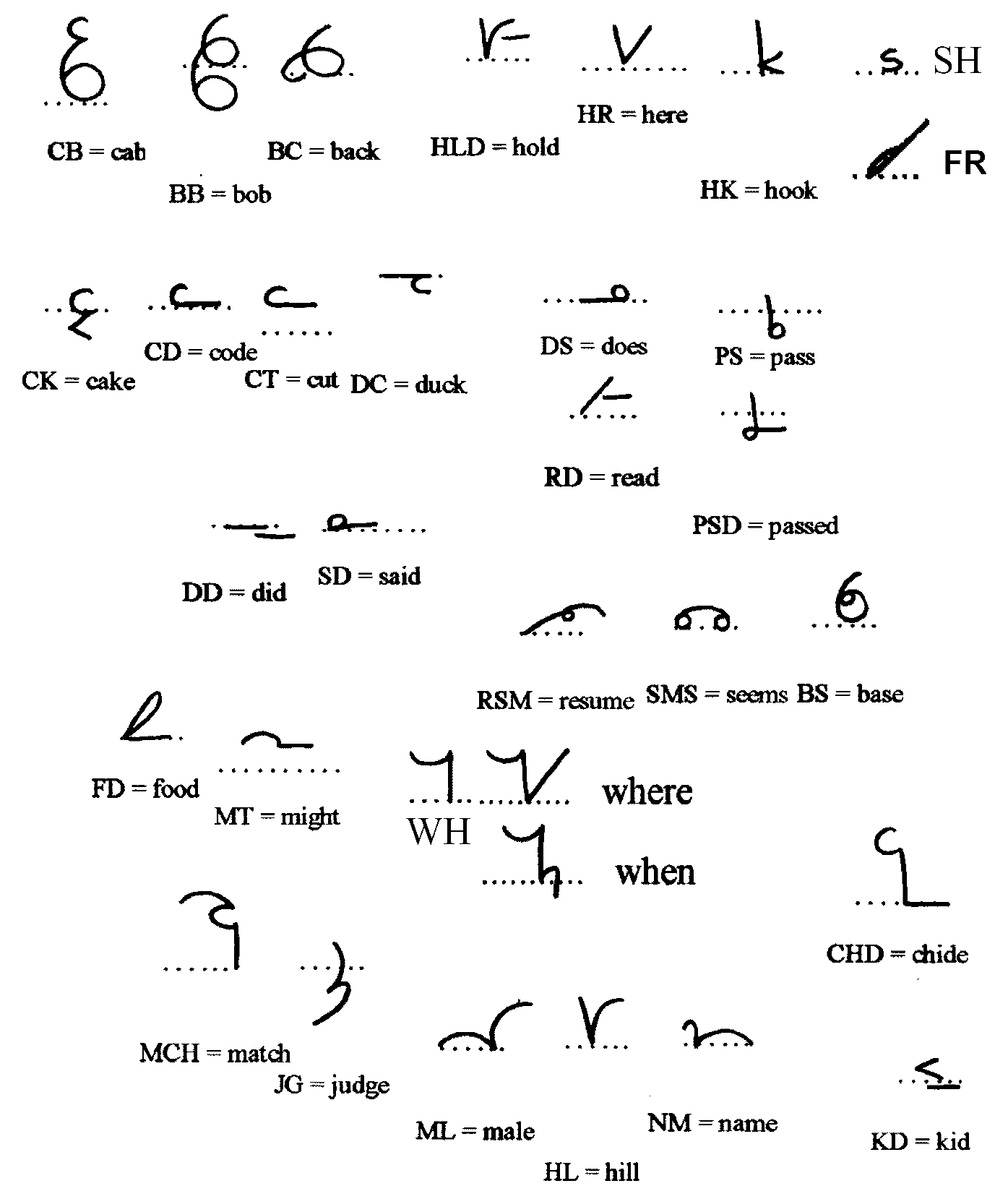
Приклади різних слів, які можна скласти за допомогою буквосполучення.

Teeline дозволяє видаляти непотрібні літери, тому літери, що залишилися, можна написати одним швидким розмашистим рухом.
Подвоєння також часто використовується в Teeline — це передбачає подовження контурів для D, T, L, M і W, щоб вказати, що наступною літерою є R — наприклад, риска «D» стає «DR», якщо вона подовжується, а «M» стає «MR».
Швидкість можна значно збільшити за рахунок використання скорочених суфіксів і префіксів, які часто зустрічаються, наприклад «under-», «multi-» і «trans-», а також «-nce», «-nch», «-able» і «-ing».

## Адаптації
Хоча Teeline використовується переважно англійською мовою, у минулому його адаптували до інших мов, а саме до валлійської, французької німецької та іспанської .

## Відомі користувачі
Аластер Кемпбелл використовував Тілайн для написання своїх щоденників, коли був прес-секретарем прем'єр-міністра Великобританії Тоні Блера. Він заявив, що міг писати до 120  слів на хвилину. З іншого боку, журналіст і медіа-коментатор Рой Грінслайд поставив під сумнів цінність стенографії в цифрову еру, згадавши випадок, коли репортерські каракулі не могли прочитати призначений судом експерт. Британський депутат Мег Хілліер заявила, що вона за допомогою Teeline пише 100 слів на хвилину і обережно ставиться до будь-якого репортера, який задає їй запитання швидше, ніж вона сама може записати. Джон Харріс з Cavendish Press писав, що навчальні програми для журналістів, які не включають Teeline, обманюють своїх слухачів.

## У масовій культурі
Teeline з'являється на обкладинці альбому The Gaelic Chronicles гурту The Budapest Café Orchestra. Скрипаль Крістіан Гаррік сказав, що був вражений, коли під час інтерв'ю знайшов репортерку, яка користувалася стенографією, і попросив її нашкрябати слова для обкладинки альбому.
У шостому епізоді другого сезону американського телешоу <i id="mw8w">«Ханна»</i> «Тепер ти з нами» Тілайн згадується як метод журналіста для ведення нотаток, які нелегко прочитати іншим.
Стенографічний запис використовується як ключ до злочину в епізоді 6 серії 7 англо-французького серіалу «Смерть у раю» під назвою «Медитація у вбивстві».